# Vidrarudam

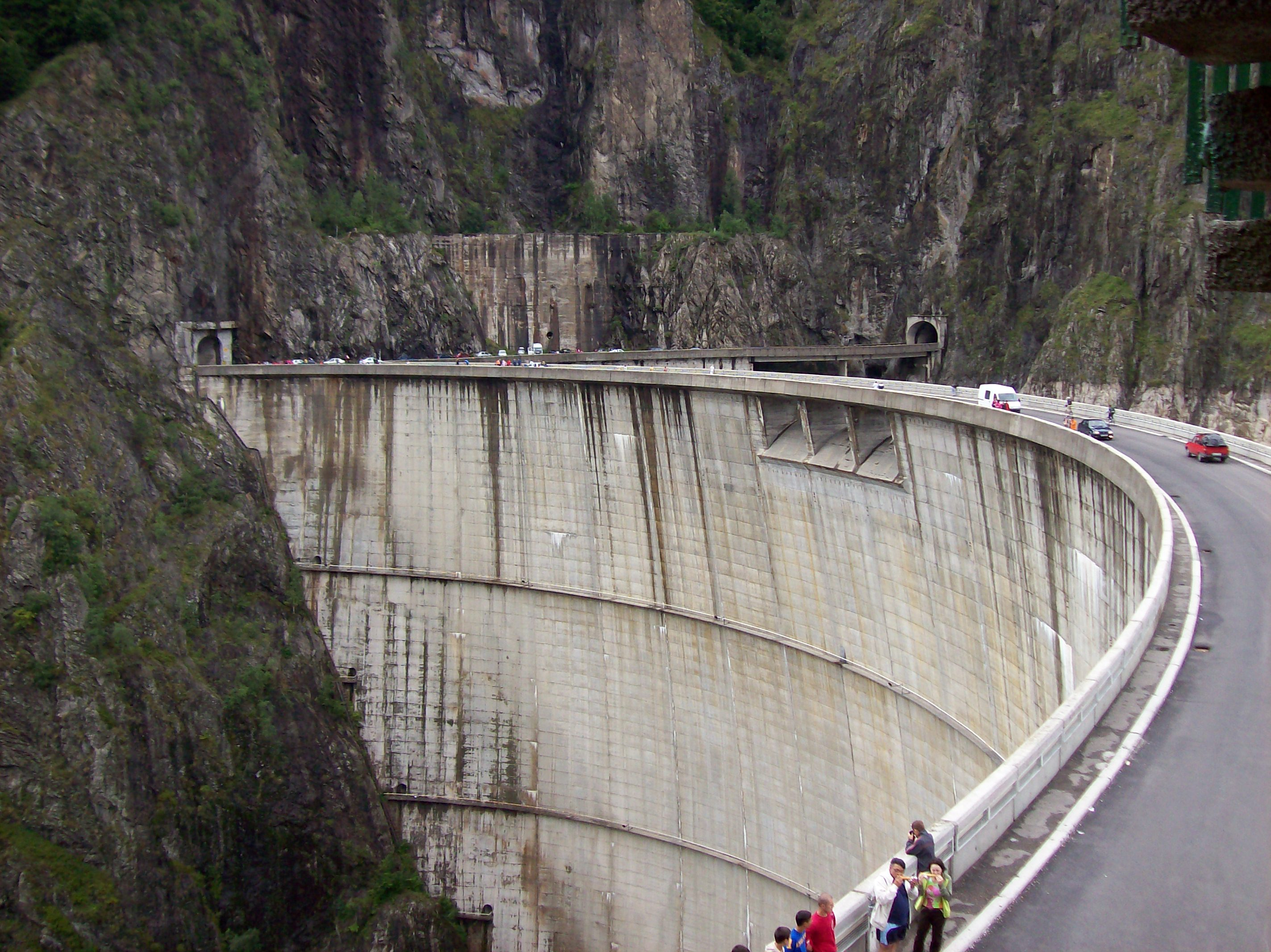
De dam

De Vidrarudam is een stuwdam in de rivier de Argeș (Roemenië). De dam is gebouwd in 1965. Achter de dam ligt het Vidrarumeer. Over de dam loopt de Transfăgărășan.